# Aruc ševa
Aruc ševa (hebrejsky ערוץ שבע, anglicky Arutz Sheva, česky Sedmá stanice, doslova Kanál sedm) je rozhlasová stanice a internetový zpravodajský portál v Izraeli. Jednacími jazyky jsou angličtina, hebrejština, španělština a ruština.
Stanice je blízká politickému proudu náboženského sionismu. Podporuje politiku izraelského osadnictví. Multimediální domácí i zahraniční zpravodajství je doplněno komentáři a často velmi podrobnými rozhovory. Stanice má také jednu z nejpodrobnějších předpovědí počasí v Izraeli.
V tištěné podobě vychází výběr článků jednou týdně pod názvem Baševa.